# Cross Plains (Tennessee)
Pour les articles homonymes, voir Cross Plains.
Cross Plains est une municipalité américaine située dans le comté de Robertson au Tennessee.
Selon le recensement de 2010, Cross Plains compte 1 714 habitants. La municipalité s'étend sur 8,49 milles carrés (21,99 km2).
Le lieu, d'abord connu sous le nom de Kilgore's Station, est habité dès 1778 par Thomas Kilgore. La localité est fondée en 1828 et renommée « le croisement des plaines », en référence à sa situation à l'intersection d'une route du nord au sud et d'une route d'ouest en est. Cross Plains devient une municipalité en 1970.